# Bundesfachschaftentagung
Eine Bundesfachschaftentagung (kurz BuFaTa) oder auch Bundesfachschaftenkonferenz (BuFaK bzw. BuFaKo) ist eine bundesweite, nicht gesetzlich vorgeschriebene Interessenvertretung von Studierenden eines oder mehrerer Fachgebiete an Fachhochschulen oder Universitäten in Deutschland. Ihren Namen haben die Organisationen von den regelmäßig stattfindenden Treffen, auf denen in der Regel Abgesandte der örtlichen Fachschaftsräte zusammenkommen.

## Geschichte und Zweck
Bis in die 1960er Jahre erfolgte die fachbezogene studentische Interessenvertretung durch die Fachverbände des damaligen Verbands Deutscher Studentenschaften (VDS). Nachdem dieser im Zuge der 68er-Studentenunruhen zeitweilig zusammengebrochen war und auch danach keine Fachverbände mehr einrichtete, bildeten zahlreiche Fachschaftsvertreter seit den 1970er Jahren neue Zusammenschlüsse auf Bundesebene, um ihre gemeinsamen Interessen wahrzunehmen. Anders als die früheren VDS-Fachverbände bestehen diese heute jedoch formal außerhalb des studentischen Dachverbands fzs, zumal sich immer mehr Fachschaften grenzüberschreitend, d. h. unter Einschluss österreichischer und schweizerischer Hochschulen organisieren.
Waren die meisten Bundesfachschaftentagungen bis Ende der 1990er-Jahre eher informelle Treffen, die vor allem dem gegenseitigen Kennenlernen und Informationsaustausch dienten, haben sie seit der Einführung des Bologna-Prozesses zunehmend hochschulpolitische Bedeutung erlangt: So wirken sie z. B. an der Akkreditierung von gestuften Studiengängen (Bachelor/Master) mit und gehören neben dem fzs und den studentischen Landesvertretungen zum Kreis derjenigen Organisationen, die studentische Vertreter in die akkreditierenden Agenturen und deren Gutachterkommissionen sowie in den Akkreditierungsrat entsenden dürfen. Auch sind Bundesfachschaftentagungen in der Regel von den jeweiligen Fakultätentagen und Berufsverbänden (z. B. VDI) als Gesprächspartner gefragt und anerkannt.

## Organisation
Der Organisationsgrad der einzelnen Bundesfachschaftentagungen ist recht unterschiedlich und reicht von informellen Zusammenkünften bis zum eingetragenen Verein mit ständigem Sekretariat.
Die im jährlichen oder halbjährlichen Rhythmus stattfindenden Vertretertagungen werden wechselweise von je einer örtlichen Fachschaft ausgerichtet. Die Treffen dauern meist mehrere Tage und beinhalten oft Fach-Exkursionen. Es werden hochschulpolitische Stellungnahmen für andere Gremien, wie zum Beispiel den entsprechenden Fakultätentag, erarbeitet und oft auch Abgesandte dafür gewählt. Themen sind in der Regel fachspezifische studentische Belange wie z. B. die Weiterentwicklung der Studiengänge, Austausch über Zulassungs- und Akkreditierungs-Verfahren.
Weiterhin entsenden viele Bundesfachschaftentagungen wiederum Vertreter in die Meta-Tagung der Fachschaften, kurz MeTaFa.

## Liste der Bundesfachschaftentagungen (nach Fächern geordnet)
| Name                                                                             | Abkürzung                | Erstes Treffen                |
| -------------------------------------------------------------------------------- | ------------------------ | ----------------------------- |
| Bundesagrarfachschaftentagung                                                    | BAFT                     | 2017                          |
| Bundesfachschaftentagung Anglistik                                               | BAng                     |                               |
| Internationale Fachschaftentagung Archäologie                                    | IFaTa Archäologie        | 2005                          |
| Bundesfachschaftskonferenz Architektur                                           | BuFaK Architektur        |                               |
| Bauingenieur-Fachschaften-Konferenz                                              | BauFaK                   | ca. 1970                      |
| Bundesfachschaftentagung Biologie                                                | BuFaTa Biologie          | 1979                          |
| Bundesfachtagung der Chemiefachschaften                                          | BuFaTa Chemie            | 1990                          |
| Tagung der Computerlinguistik-Studierenden                                       | TaCoS                    | 1992                          |
| Bundesfachschaftentagung Elektrotechnik                                          | BuFaTa-ET                | 1974                          |
| Bundesfachschaftentagung Ernährungswissenschaften                                | NOMKon                   | 2023                          |
| Studierendenrat Evangelische Theologie                                           | SETh                     | 1995                          |
| Fachschaften der Gender Studies                                                  | BuFaTa Gender Studies    | 2013                          |
| Konferenz der Geodäsiestudierenden                                               | KonGeoS                  | 2012 (1970)                   |
| Bundesfachschaftentagung Geographie                                              | BuFaTa Geographie        |                               |
| Geophysikalisches Aktionsprogramm                                                | GAP                      | 1985                          |
| Bundesfachschaftentagung Geowissenschaften                                       | BuFaTa Geowissenschaften | 1982                          |
| Bundesfachschaftentagung Geoökologie                                             | BuFaTa Geoökologie       |                               |
| Bundesfachschaftentagung Geschichte                                              | BuFaTa Geschichte        |                               |
| Konferenz der Informatikfachschaften                                             | KIF                      | 1973                          |
| Zusammenkunft Allgemein-Ingenieurwissenschaftlicher Studierender                 | AIS                      | 2013                          |
| Bundesverband rechtswissenschaftlicher Fachschaften                              | BuFaTa Jura              | 2009/2012                     |
| Arbeitsgemeinschaft Studierende der Katholischen Theologie in Deutschland        | AGT                      | 1969/70                       |
| Kunsthistorischer Studierendenkongress                                           | KSK                      | 1969                          |
| Studierendenkonferenz Landschaft (Bundesfachschaft Landschaft)                   | LASKO (BuFaLa)           | 1986                          |
| Konferenz aller Lehramtsstudierenden                                             | KoaLa                    | 2020                          |
| Fachschaftentagung Maschinenbau                                                  | FaTaMa                   | 1953                          |
| Konferenz aller Werkstofftechnischen und Materialwissenschaftlichen Studiengänge | KaWuM                    | 2012                          |
| Konferenz der deutschsprachigen Mathematikfachschaften                           | KoMa                     | 1977                          |
| Bundesfachschaftstagung Medienstudierende                                        | MeStuTa                  | 2009                          |
| Bundesvertretung der Medizinstudierenden in Deutschland                          | bvmd                     | 1947                          |
| Konferenz der Medizintechnikfachschaften                                         | KOMET                    | 2014                          |
| Studentische Meteorologentagung                                                  | StuMeTa                  |                               |
| Bundesfachschaftentagung Molekulare- und Biomedizin                              | MolMedNET                | 2009                          |
| Bundesfachschaftentagung Musikwissenschaft                                       | BuFaTa Musikwissenschaft | 2010                          |
| Bundesfachschaftentagung Pädagogik und Erziehungswissenschaften                  | PädFaTa                  | 2014                          |
| Organisation Studierender in Pflege- und Gesundheitswissenschaften               | OStiPuG                  |                               |
| Bundesverband der Pharmaziestudierenden in Deutschland                           | BPhD                     | 1948                          |
| Bundesfachschaftentagung Philosophie e. V.                                       | BuFaTa Philosophie       | Dez. 2012                     |
| Zusammenkunft aller Physik-Fachschaften                                          | ZaPF                     | 1980                          |
| Bundesfachschaftentagung Politikwissenschaft                                     | BuFaTa Politik           |                               |
| Psychologie-Fachschaften-Konferenz                                               | PsyFaKo                  | 2005                          |
| Bundesfachschaftentagung Sonderpädagogik Generation Inklusion                    | BuFaTa SoPäd             |                               |
| Fachschaften der Soziologie                                                      | BuFaTa Soziologie        |                               |
| Bundesfachschaftentagung Sport- und Bewegungswissenschaft                        | BuFaTa SpoWi             |                               |
| Bundesfachschaftentagung der Sprachwissenschaften                                | BuFaTa Sprawi            | 2012                          |
| Planer*innenTreffen – Bundesfachschaftsrat für Stadt- und Raumplanung            | PIT                      | Anfang 1990er                 |
| Bundesfachschaftentagung Statistik                                               | BuFaTa Statistik         |                               |
| Fachschaftentagung umweltbezogener Studiengänge                                  | FauSt                    | 2017                          |
| Verkehrsfachschaften-Tagung                                                      | VeTa                     | 2008, bis 2022 BuFaTa Verkehr |
| Deutschsprachige Fachschaftskonferenz Veterinärmedizin                           | DFKV                     |                               |
| Bundesfachschaftenkonferenz Wirtschaftswissenschaften                            | BuFaK WiWi               | 1977 als BuFaK WiSo           |
| Bundesverband der Zahnmedizinstudenten in Deutschland e. V.                      | BdZM                     |                               |